# بليرسفيل
بليرسفيل (بالإنجليزية: Blairsville, Georgia)‏ هي مدينة تقع في مقاطعة يونيون، جورجيا بولاية جورجيا في الولايات المتحدة. تبلغ مساحة هذه المدينة 2.8 (كم²)، وترتفع عن سطح البحر 574 م، بلغ عدد سكانها 652 نسمة في عام 2010 حسب إحصاء مكتب تعداد الولايات المتحدة.

## وصلات خارجية
- Cities & Counties - Georgia.gov